# Via Francigena
Дорога франков — вторая по популярности после пути св. Иакова паломническая дорога средневековой Европы. По ней жители Англии и Франции следовали в Рим, а итальянцы — на север, в Кентербери. При движении в северном направлении она называлась дорогой франков (лат. Via Francigena), а при движении на юг — дорогой римлян (лат. Via Romea).
Первые свидетельства о существовании паломнического пути из Италии во Францию и обратно (Iter Francorum) датируются 870-ми годами. В конце X века по этой дороге проследовал из Кентербери в Рим архиепископ Сигерик Серьёзный, оставивший описание своего маршрута.
В классическом варианте дорога проходила через Витербо, Сиену, Лукку, Луниджану, Павию, Иврею, Большой Сен-Бернар, Лозанну, Безансон, Реймс, Аррас, Теруанн и Кале, однако не исключались и другие маршруты. В конце XX века европейские правительства стали предпринимать меры для возрождения пешего и велосипедного туризма по Via Francigena.